# جبل عيبال

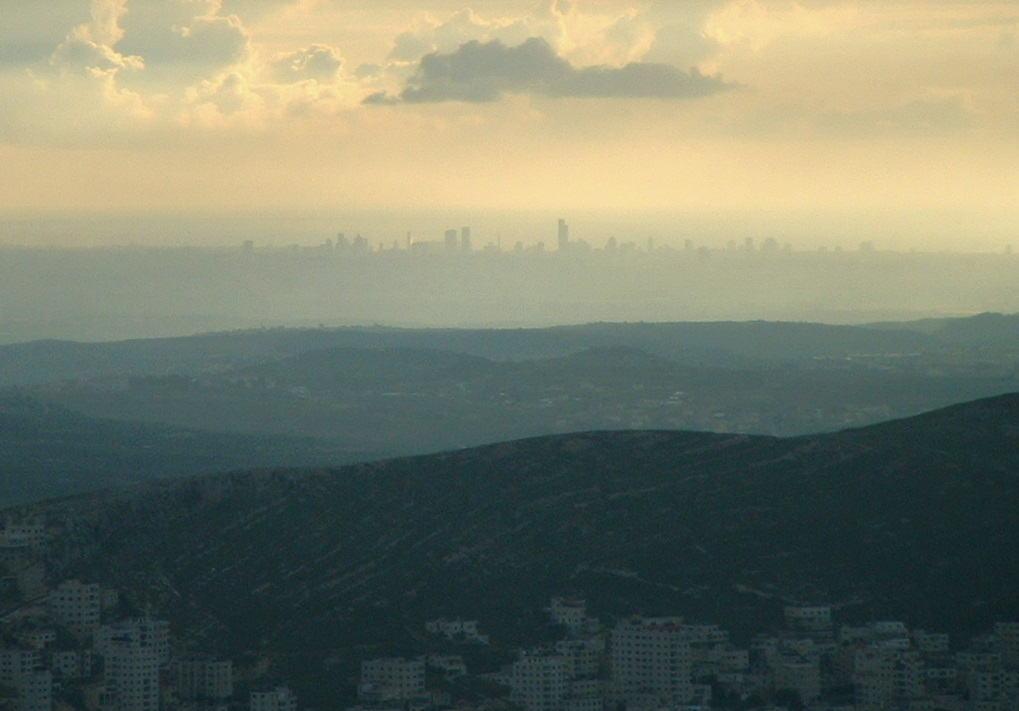
يظهر الساحل الفلسطيني من أعلى قمة جبل عيبال

جبل عيبال هو جبل يطل على مدينة نابلس في فلسطين، يقع شمال نابلس ولذلك يسمى أيضا الجبل الشمالي، وهو أعلى قمة في سلسلة جبال نابلس الممتدة من الناصرة إلى مشارف القدس. ترتفع قمته المنبسطة 950 متراً فوق سطح البحر وهي تشرف على المنطقة بأسرها، حيث تظهر منه جبال لبنان والسلط والكرمل بالإضافة إلى وادي الأردن والساحل الغربي على البحر الأبيض المتوسط. وهو زاخر بالآثار الكثيرة، ففيه قبر المجاهدين مجير الدين وعماد الدين وعشرات الكهوف والمقابر الأثرية، وهو مجاور ومواز لجبل جرزيم.
يعرف هذا الجبل أيضًا بجبل النار، نظراً لما يروى عن إضرام النار بجنود نابليون في أحراش هذا الجبل خلال الحملة الفرنسية لاحتلال الشام.[بحاجة لمصدر]

## الإستيطان الإسرائيلي
استولى الإحتلال على قمة الجبل عام 1979، وأقام عليها معسكرا على مساحة 500 دونم، بالإضافة إلى 1500 دونم في محيطه يمنع المزارعون من الوصول إليها. بدعوى وجود مذبح يوشع بن نون فوق قمته. وهذا يتنافى مع الرواية الدينية اليهودية والسامرية التي تقول إنه "لا يمكن لنبي أن يقيم مذبحاً على جبل عيبال الذي يعرف في التوراة بجبل اللعنة".

## مبنى جبل عيبال
مبنى جبل عيبال أو مبنى العصر الحديدي الأول على جبل عيبال، وسُمي كذلك  مذبح جبل عيبال، ومذبح يشوع، هو موقع أثري يعود تاريخه إلى العصر الحديدي الأول، على جبل عيبال، في فلسطين.
اكتشف الآثاري آدم زرتال مبنى جبل عيبال في أثناء مسح منطقة الجبال المنسوبة لقبيلة منسى في عام 1980.  واقترح زرتال، الذي نقّب لاحقًا في الموقع لمدة ثمانية مواسم، مطابقة المبنى مع مذبح يشوع كما ورد في سفر يشوع في الكتاب المقدس العبري .  كانت هذه المطابقة محل نقاش حاد خلال ثمانينيات القرن العشرين. إذ يتفق العديد من علماء الآثار اليوم على أن هذا البناء كان موقعًا لنشاط عبادة إسرائيلي مبكر، ومع ذلك، فإن مطابقته بمذبح يشوع أمر مثير للجدال.   

### المكتشفات الأثرية
بعد إجراء تقصي أثري، جُمع العديد من قطع الفخار من بين الركام في الموقع، يرجع تاريخها إلى الفترة من 1220 إلى 1000 قبل الميلاد، وهو تاريخ لم يتم العثور على أي بقايا أخرى منه في مكان قريب، ولذلك نُظمت حفريات أثرية أكثر أهمية في الموقع في عام 1987م. 
كشفت الحفريات عن مبنى مسور كبير، يبدو أنه مبني مباشرة في الصخر الأساسي بدون مدخل أو أرضية، كان مملؤ بطبقات من الحجر والرماد والتراب؛ وفي الجنوب الغربي، كُشف عن منطقتين مرصوفتين، مقسمتين بجدار عريض آخر، أحد طرفيه أعلى من الطرف الآخر وعن بجدار بيضاوي محيط بالمبنى.  ووجدت عظام محترقة في الموقع، وبعد التحليل اكتشف أنها تعود إلى ثيران ، وماعز ، وأيائل . 

### البناء الرئيسي
خلال المرحلة الأولى من الحفريات، جرى "تقشير" الكومة الحجرية، فظهر تحتها مبنى طوله 9 أمتار في 7 أمتار، بجواره ساحتان حجريتان مرصوفتان، يفصل بينهما جدار مائل (منحدر) يرتفع إلى أعلى المبنى. وكان بناء المبنى والجدران بالكامل من الحجارة الحقلية. ارتفع المبنى نحو 4 أمتار، وكان مرصوف بالحجارة الحقلية. ولم يكشف عن أي مدخل للمبنى. كان عرض جدران المبنى 1.4 متراً. كان الجزء الداخلي من المبنى مليئًا بطبقات من الرماد والحجارة. 

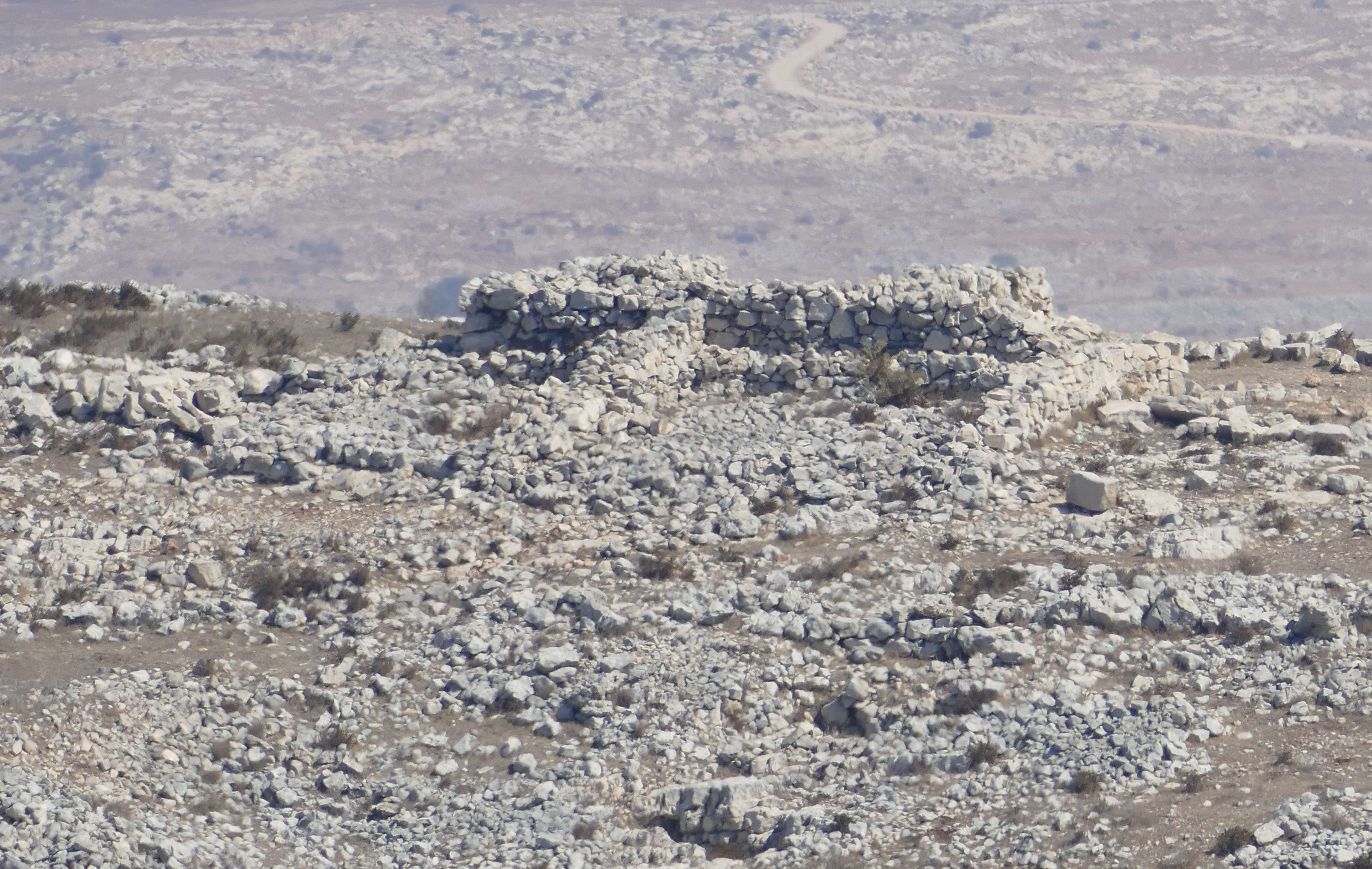
منظر أمامي للمبنى

كان البناء مليئا بطبقات من الحجر والرماد. وسماكة طبقة الرماد نحو 1.5 متر وهي عبارة عن رماد نظيف تضمن كمية كبيرة من رماد العظام.

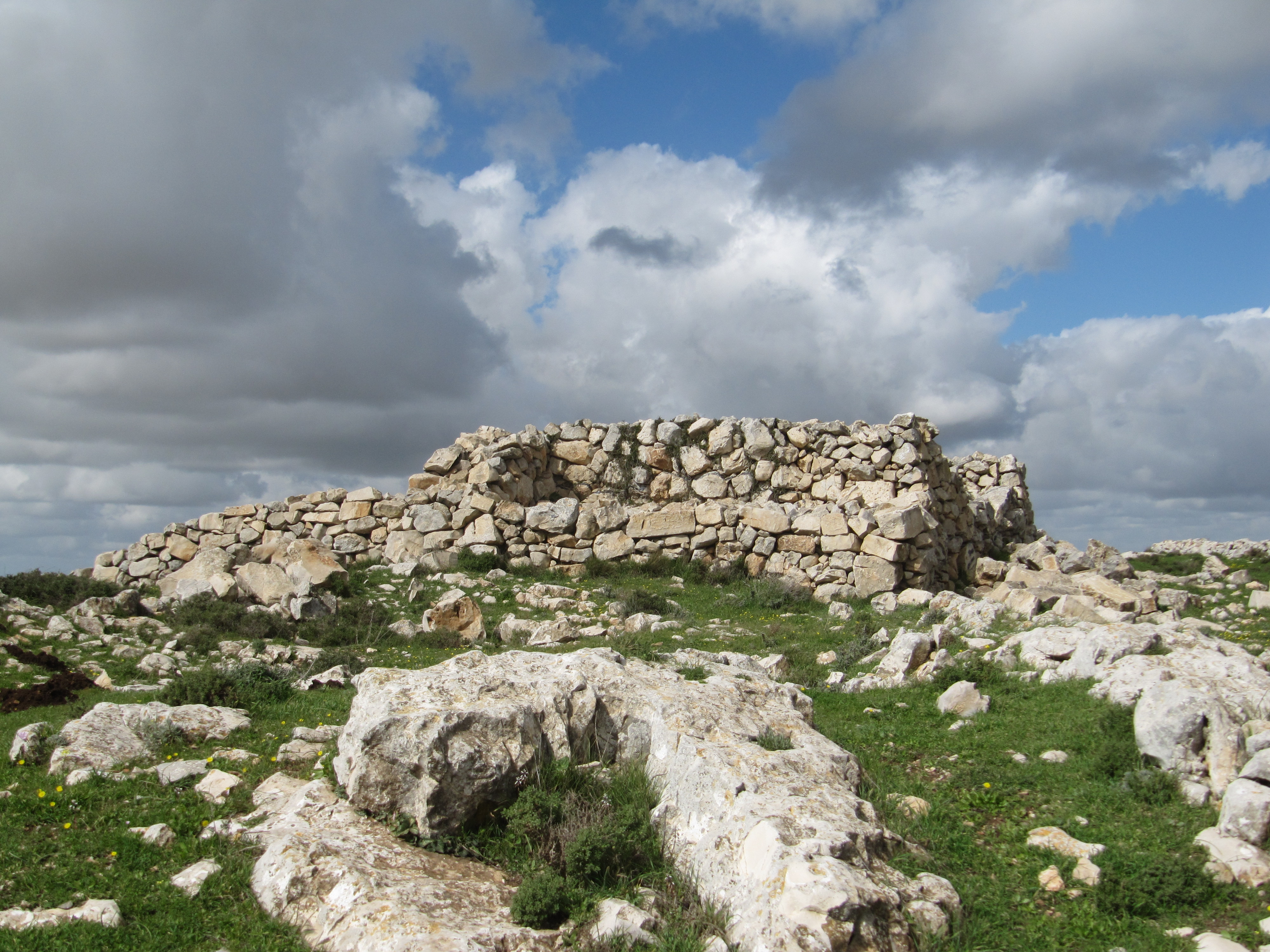
منظر جانبي

### مكتشفات أخرى
اكتشفت في الموقع كُسر فخارية من العصر الحديدي الأول، وأواني فخارية كاملة من تلك الفترة، وقطع من الجص، وأواني شعائرية مثل المباخر ، وآلاف بقايا عظمية لحيوانات كوشر، وجعران مصرية ، وقرطين . وقد أرجع باروخ براندل تاريخ الجعران إلى الربع الأخير من القرن الثالث عشر ق.م، أي في عهد رمسيس الثاني .  تحتوي إحدى الجعرانتين على زخرفة تذكر بأسلوب الهكسوس والأخرى منقوش عليها خرطوش يحمل اسم تحتمس الثالث ، ويرجع تاريخها إلى القرن الخامس عشر ق.م، وبحسب الباحث فهي جعران تذكارية أصدرها رمسيس الثاني تخليداً لذكرى تحتمس. 
كما اكتشف ختم حجري على شكل شبه منحرف في الموقع يعود تاريخه إلى نهاية العصر البرونزي المتأخر . وقد نُحت الختم بخطوط ونقاط بنفس الأسلوب الذي ظهر أيضًا على مقابض الأواني الفخارية التي تم جلبها كنذور.  وهي علامات ورشة التصنيع.  إذ كانت العلامات التجارية شائعة في الفخار.

### تأويل

#### فرضية زرتال
يُخمن الآثاري آدم زرتال أن الموقع هو مبنى يحتوي على المذبح التوراتي الذي بناه يشوع .  وفقًا للقصة في سفر يشوع الإصحاح الثامن ، ففيها يرد أن الإسرائيليون تحت قيادة يشوع بنوا مذبحًا على جبل عيبال، كما كان موسى قد أوصى سابقًا.   وخلال الاحتفال الذي أعقب ذلك، جدد يشوع العهد بين يهوه وبني إسرائيل الذي تم عقده سابقًا على جبل سيناء.  وفقًا لزرتال، من الممكن تحديد المبنى كمذبح، لأنه يتطابق بشكل وثيق مع الأوصاف التوراتية والمشناوية للمذابح. 
المبنى المسور المملوء هو المذبح نفسه - حيث أن الحشوة جزء من المذبح وليس حطامًا (ودلالة على مذبح على الطراز الآشوري، مثل المذبح المحدد في سفر الخروج  والفاصل بين الفناءين عبارة عن منحدر (وفقًا لتعليمات عدم وجود درجات في سفر الخروج  )، بينما يرجح معظم الآثاريين الآخرين أنه شيء آخر. 
شكلت عظام اليحمور في الموقع ما نسبته 28% من كل العظام، وقد اكتشفت في حشوة المذبح نفسه فحسب. يظهر اليحمور في التناخ ضمن قائمة الأطعمة المسموحة في اليهودية، ولكن ليس في قائمة القرابين . يُخمنبنيامين مزار أن يكون اليحمور قد استُخدم كحيوان للتضحية في القرن الثاني عشر ق.م، وهي الفترة التي حدث فيها انتقال من اقتصاد شبه الرحل إلى الزراعة الدائمة.  وهناك احتمال آخر وهو أن هذه الحيوانات كانت تستخدم فقط لإطعام المشاركين في العبادة، ثم تم تقديم عظامها فيما بعد كقربان ذبيحة لملء المذبح الحجري ببقايا الطعام المقدس .  يحتوي الموقع أيضًا على بقايا عظام القنفذ والأرنب البري ، لكن التحقيقات اللاحقة كشفت أن هذه الحيوانات ربما وصلت إلى الموقع بعد أن هُجر. 

#### استقبال الفرضية
يقولإسرائيل فينكلشتاين أنه "من الواضح أن القول ببناء مذبح جبل عيبال من قبل يشوع يعكس حالة لاحقة - ومن الصعب تاريخيًا قبول وجود موقع عبادة مركزي للإسرائيليين الأوائل في مثل هذا التاريخ المبكر كما اقترح زرتال".  لتعزيز ادعائه، أضاف فينكلشتاين أن ماهيته غير مؤكدة لأن "هناك صعوبات كبيرة في تحديد المبنى الرئيسي كمذبح: للفرق بين هذا المبنى والمذابح الإسرائيلية الأخرى"؛ ومع ذلك، يعتقد فينكلشتاين أن المبنى بالفعل موقع شعائري.  وكان بنيامين مزار أيضًا مع الرأي القائل بأنه كان موقعًا شعائريًا.  واقترح ناداف نئمان تحديد الموقع بمبنى الشعائر في شكيم خلال العصر الحديدي المبكر. 

## أعلام
- خنوخ